# عزیز یوسفی
عزیز یوسفی، (۱۳۰۷ در مهاباد - ۱۵ خرداد ۱۳۵۷ در تهران) نویسنده و مترجم انقلابی کرد، از بنیان‌گذاران و رهبران حزب دمکرات کردستان، و یکی از با نفوذترین شخصیت‌های کرد ایران است.
عزیز یوسفی سال‌ها همراه با غنی بلوریان، کریم حسامی، حسن قزلجی، سلیمان معینی، قادر شریف و دیگر فعالان کرد، در یک صف برای حقوق مردم کردستان مبارزه کرده بود. عزیز یوسفی از قربانیان ستیز شاه با حق و حقوق کردهای ایران بود، که بیست و پنج سال از عمر خود را در زندان‌های شاه گذراند. عزیز یوسفی، پس از رهائی از زندان، صبح دوشنبه ۱۵ خرداد سال ۵۷ در تهران چشم از جهان فروبست.
پیکر عزیز یوسفی فردای روزی که درگذشت به زادگاهش مهاباد منتقل شد. روز چهارشنبه ۱۷ خرداد با حضور هزاران نفر از مردم مهاباد در مراسم تشییع جنازه‌اش به خاک سپرده شد. شهر یکپارچه عزاداری کرد و بر گور او هزاران کرد گریستند. گور عزیز یوسفی تا چند روز بعد نیز بوسیله گروه‌های بزرگ مردم گلباران می‌شد. در مراسم روز سوم درگذشت عزیز یوسفی، تظاهرات بزرگی در مهاباد برپا شد که ده‌ها نفر در آن دستگیر شدند. از یوسفی چندین ترجمه و اثر، از جمله «سرزمین کف» و اثری دربارهٔ «جنگ جهانی دوم» باقی‌مانده‌است.